# トレビアンサンブル!!/メモワール・ミルフィーユ
「トレビアンサンブル!!/メモワール・ミルフィーユ」は、2017年10月28日公開のアニメーション映画『映画 キラキラ☆プリキュアアラモード パリッと!想い出のミルフィーユ!』の主題歌・挿入歌を収録したシングル。同年10月25日にマーベラスから発売された。

## 概要
エンディングテーマと劇中で用いられる挿入歌を収録したシングル。エンディングテーマの「トレビアンサンブル!!」はテレビアニメ本編で主題歌を担当している駒形友梨と宮本佳那子の2人が初めてデュエットで歌っている。挿入歌の「メモワール・ミルフィーユ」はプリキュア役の6人の声優（美山加恋、福原遥、村中知、藤田咲、森なな子、水瀬いのり）による楽曲。
ジャケットイラストは映画に登場するスーパープリキュアとなった6人のプリキュアが描かれている。初回封入特典としてジャケットサイズステッカーが付属する。

## 収録曲
1. トレビアンサンブル!!(4:11)
歌：駒形友梨&宮本佳那子
作詞：藤本記子（Nostalgic Orchestra）[2]、作曲・編曲：三好啓太
  - 東映系アニメ映画『映画 キラキラ☆プリキュアアラモード パリッと!想い出のミルフィーユ!』エンディングテーマ
2. メモワール・ミルフィーユ(4:57) 
歌：キュアホイップ（美山加恋）・キュアカスタード（福原遥）・キュアジェラート（村中知）・キュアマカロン（藤田咲）・キュアショコラ（森なな子）・キュアパルフェ（水瀬いのり）
作詞・作曲・編曲：三好啓太
  - 東映系アニメ映画『映画 キラキラ☆プリキュアアラモード パリッと!想い出のミルフィーユ!』挿入歌
3. トレビアンサンブル!!（オリジナル・カラオケ） (4:11)
4. メモワール・ミルフィーユ（オリジナル・カラオケ） (4:53)